# Hymenocallis leavenworthii
Hymenocallis leavenworthii är en amaryllisväxtart som först beskrevs av Paul Carpenter Standley och Julian Alfred Steyermark, och fick sitt nu gällande namn av Bauml. Hymenocallis leavenworthii ingår i släktet Hymenocallis och familjen amaryllisväxter. Inga underarter finns listade i Catalogue of Life.